# Società Sportiva Pro Italia 1924-1925
Questa pagina raccoglie i dati riguardanti la Società Sportiva Pro Italia nelle competizioni ufficiali della stagione 1924-1925.

## Rosa
| N. |                   | Ruolo | Calciatore        |
| -- | ----------------- | ----- | ----------------- |
|    | Italia (bandiera) |       | Ascanelli III     |
|    | Italia (bandiera) |       | Bertucci          |
|    | Italia (bandiera) | C     | Letterio Catapano |
|    | Italia (bandiera) |       | Cosimo Cazzato    |
|    | Italia (bandiera) |       | Costagliola       |
|    | Italia (bandiera) |       | De Pasquale I     |
|    | Italia (bandiera) | D     | Carlo Di Donna    |
|    | Italia (bandiera) | P     | Luca Fortiguerra  |

| N. |                   | Ruolo | Calciatore           |
| -- | ----------------- | ----- | -------------------- |
|    | Italia (bandiera) |       | Friuli I             |
|    | Italia (bandiera) |       | Giuseppe Friuli (II) |
|    | Italia (bandiera) |       | Lamanna              |
|    | Italia (bandiera) |       | Ugo Marino           |
|    | Italia (bandiera) |       | Mongelli             |
|    | Italia (bandiera) | A     | Luigi Palmisano      |
|    | Italia (bandiera) | P     | Guglielmo Pieri      |
|    | Italia (bandiera) | A     | Santamaria           |

## Risultati

### Prima Divisione

#### Girone pugliese

##### Girone di andata
| Arbitro: | Mastroserio (Bari) |

|  |           |                                                             |
|  | Marcatori | 3’ (aut.) Vicagno 82’ (rig.) De Pascale I 85’, 89’ Mongelli |

| Arbitro: | Campanella (Bari) |

|                   |           |                                    |
| Soldano ?’ (rig.) | Marcatori | Costagliola De Pascale I Cazzato I |

| Arbitro: | Reichlin (Napoli) |

|                                            |           |              |
| Lo Prieno I ?’ (rig.) Di Lorenzo II ?’, ?’ | Marcatori | 90’ Bertucci |

| Arbitro: | Del Pezzo (Napoli) |

|                                        |           |                      |
| Cazzato I Palmisano Mongelli Ascanelli | Marcatori | 44’ Hajdu Baragiotto |

| Arbitro: | Barra (Napoli) |

|               |           |               |
| Palmisano 40’ | Marcatori | 65’ Cazzato I |

##### Girone di ritorno
| Arbitro: | Galassi (Roma) |

|                            |           |  |
| Bertucci 35’ Palmisano 48’ | Marcatori |  |

| Arbitro: | Salvagni (Venezia) |

|                |           |  |
| Costantino 25’ | Marcatori |  |

| Arbitro: | Galassi (Roma) |

|                               |           |       |
| Bertucci ?’, ?’ Cazzato I 85’ | Marcatori | Rossi |

| Arbitro: | Trama (Torre Annunziata) |

|                                    |           |  |
| Di Cagno ?’ (aut.) Bertucci ?’, ?’ | Marcatori |  |

| Bari 8 marzo 1925 15ª giornata | Ideale  | 0 – 0 | Pro Italia | \| Arbitro: \| De Rosa \| |
| Arbitro:                       | De Rosa |       |            |                           |

##### Spareggio per il primo posto
| Arbitro: | Del Pezzo (Napoli) |

|               |           |  |
| Palmisano 65’ | Marcatori |  |

#### Semifinali Lega Sud - girone A

##### Girone di andata
| Arbitro: | Caroncini (Roma) |

|                                   |           |             |
| Santamaria 20’ Palmisano 23’, 68’ | Marcatori | 80’ Ghisi I |

| Arbitro: | Argento (Napoli) |

|             |           |  |
| Filippi 79’ | Marcatori |  |

| Arbitro: | Caroncini (Roma) |

|                               |           |  |
| Panzone 43’, 70’ Rossi IV 85’ | Marcatori |  |

##### Girone di ritorno
| Arbitro: | Galassi (Roma) |

|               |           |  |
| Szehermes 63’ | Marcatori |  |

| Arbitro: | Del Pezzo (Napoli) |

|                            |           |                                 |
| Bertucci 27’ Cazzato I 65’ | Marcatori | 71’ (rig.) Bernardini 82’ Vojak |

| Napoli 6 giugno 1925 6ª giornata | Pro Italia | 0 – 2 A tav. (forfait) | Anconitana |  |

## Statistiche

### Statistiche di squadra
| Competizione                      | Punti | In casa | In casa | In casa | In casa | In casa | In casa | In trasferta | In trasferta | In trasferta | In trasferta | In trasferta | In trasferta | Totale | Totale | Totale | Totale | Totale | Totale | DR  |
| Competizione                      | Punti | G       | V       | N       | P       | Gf      | Gs      | G            | V            | N            | P            | Gf           | Gs           | G      | V      | N      | P      | Gf     | Gs     | DR  |
| --------------------------------- | ----- | ------- | ------- | ------- | ------- | ------- | ------- | ------------ | ------------ | ------------ | ------------ | ------------ | ------------ | ------ | ------ | ------ | ------ | ------ | ------ | --- |
| Prima Divisione - girone pugliese | 15    | 5       | 5       | 0       | 0       | 14      | 3       | 5            | 2            | 1            | 2            | 8            | 5            | 10     | 7      | 1      | 2      | 22     | 8      | +14 |
| Prima Divisione - semifinali Sud  | 3     | 3       | 1       | 1       | 1       | 5       | 5       | 3            | 0            | 0            | 3            | 0            | 5            | 6      | 1      | 1      | 4      | 5      | 10     | -5  |
| Totale                            | -     | 8       | 6       | 1       | 1       | 19      | 8       | 8            | 2            | 1            | 5            | 8            | 10           | 16     | 8      | 2      | 6      | 27     | 18     | +9  |

### Statistiche dei giocatori
| Giocatore      | Prima Divisione | Prima Divisione |
| Giocatore      | Presenze        | Reti            |
| -------------- | --------------- | --------------- |
| Ascanelli      | 11              | 1               |
| Bertucci       | 16              | 7               |
| L. Catapano    | 16              | 0               |
| Cazzato        | 16              | 5               |
| Costagliola    | 6               | 1               |
| De Pasquale    | 16              | 2               |
| C. Di Donna    | 16              | 0               |
| Fortiguerra    | 4               | -2              |
| Friuli (I)     | 16              | 0               |
| G. Friuli (II) | 13              | 0               |
| La Manna       | 1               | 0               |
| Marino         | 6               | 0               |
| Mongelli       | 7               | 3               |
| L. Palmisano   | 16              | 6               |
| G. Pieri       | 12              | -14             |
| Santamaria     | 4               | 1               |